# Urothoe varvarini
Urothoe varvarini is een vlokreeftensoort uit de familie van de Urothoidae. De wetenschappelijke naam van de soort is voor het eerst geldig gepubliceerd in 1953 door Gurjanova.